# フェデリコ・マルケッティ
フェデリコ・マルケッティ（Federico Marchetti, 1983年2月7日- ）は、イタリア・バッサーノ・デル・グラッパ出身のサッカー選手。元イタリア代表。ハムルーン・スパルタンズFC所属。ポジションはゴールキーパー。

## クラブ経歴
2002年から2005年まではセリエAのトリノFCに所属していたが出場機会を得られずレンタル移籍を繰り返した。2005年にクラブが財政難により破産したこともあって放出され、下部リーグにて経験を積むことになった。
2006年より所属したアルビノレッフェにおいてレギュラーを勝ち取ると、そこでの活躍が認められ2008年7月1日にセリエAのカリアリにレンタル移籍。カリアリではマッシミリアーノ・アッレグリ監督の指導下で安定したパフォーマンスを見せ、クラブは9位という成績を残した。2009年7月1日にカリアリが所有権の半分を150万ユーロで買い取り、共同保有で移籍した。しかし、2010-11シーズンは移籍を巡ってクラブと揉め、構想外の処遇が続き出場機会はなかった。その間に台頭したミカエル・アガッツィに定位置を奪われ、チーム内での序列も低下していった。
2011年7月5日にフェルナンド・ムスレラの移籍によって正GKを探していたSSラツィオへ移籍。背番号は当初、自身の生年でもある83を着ける予定だったが、セルジオ・フロッカリが移籍期限最終日にあたる8月31日にパルマFCへレンタル移籍したため、彼がつけていた22をカリアリに引き続いて着けることになった。ラツィオでは守備の要として活躍していたが、2012年4月29日のウディネーゼ戦(0-2)でアンドレ・ディアスとともに判定をめぐって審判団に抗議。その際、マウロ・ベルゴンツィ主審を突き飛ばしたとして4試合の出場停止処分を受けた。
ラツィオを退団し、2018年7月2日にジェノアCFCに加入した。ジェノアでの4シーズン目となった2021-22シーズンをもってクラブを退団した。
2023年1月21日、スペツィアにシーズン終了までの半年契約で加入した。
2023年7月4日、ハムルーン・スパルタンズFCに1年契約で移籍した.。

## 代表経歴
年代別のイタリア代表での招集及び出場経験はないが、カリアリでの活躍によりマルチェロ・リッピ監督に認められて、2009年6月6日に北アイルランドとの親善試合にてイタリア代表デビューを果たした。南アフリカW杯の代表メンバーに選出され、ジャンルイジ・ブッフォンの怪我によりグループリーグ初戦のパラグアイ戦で出場機会を得るなど3試合に出場した。一方、本来のプレーを発揮することはできずチームも2分け1敗でグループリーグ敗退に終わった。
その後、クラブで出場機会に恵まれないこともあってW杯以降は代表から遠ざかっていたが、2013年2月3日に約2年半ぶりに代表に招集された。

## エピソード
- 2013年5月にモデルの女性と結婚した[5]。

- 大手ファッションECサイトであるYOOXのCEOは同姓同名である。

## 代表歴

### 出場大会
- イタリア代表
  - 2010 FIFAワールドカップ

### 試合数
- 国際Aマッチ 11試合 0得点（2009年-2013年）[6]

| イタリア代表 | 国際Aマッチ | 国際Aマッチ |
| 年           | 出場        | 得点        |
| ------------ | ----------- | ----------- |
| 2009         | 3           | 0           |
| 2010         | 5           | 0           |
| 2011         | 0           | 0           |
| 2012         | 0           | 0           |
| 2013         | 3           | 0           |
| 通算         | 11          | 0           |

## タイトル

### クラブ
SSラツィオ
- コッパ・イタリア ： 2012-13